# پریش کینگستون
پریش کینگستون (به لاتین: Kingston Parish) یک منطقهٔ مسکونی در جامائیکا است که در شهرستان سوری، جامائیکا واقع شده‌است. پریش کینگستون ۲۵ کیلومتر مربع مساحت و ۸۹٬۰۵۷ نفر جمعیت دارد.